# La guerra de Miguel
La guerra de Miguel (en inglés: Miguel's War) es una película documental, dirigida por Eliane Raheb y estrenada en 2021. Fue una producción de compañías de Alemania, Líbano y España, la película muestra un retrato de Michel Jleilaty, un homosexual libanés que vivió de adulto en España bajo el nombre asumido de Miguel Alonso, mientras repasaba los traumas infantiles que lo hicieron huir de su patria.
La película se estrenó en el programa Panorama del 71.er Festival Internacional de Cine de Berlín, donde ganó el Premio Teddy al mejor largometraje de temática LGBTQ, y logró el segundo puesto en el Premio del Público Panorama.